# Air Libya
Air Libya — ливийская чартерная авиакомпания с главным офисом в Бенгази, Ливия. Основана в 1996 году под названием Tibesti Air Libya, первоначально находилась в Триполи. В настоящее время компания выполняет чартерные рейсы в поддержку операций на нефтяных месторождениях, а также предоставляет некоторые регулярные и «специальные» чартерные услуги. Штаб-квартира Air Libya находится в Международном аэропорту Бенина в Бенгази.

## Рейсы

### Текущие рейсы
По состоянию на январь 2021 года, Air Libya не выполняет рейсы по расписанию.

### Завершенные рейсы
- Агадес — Международный аэропорт Агадес
- Александрия — Международный аэропорт Александрии
- Эль-Фашир — Аэропорт Эль-Фашир
- Куфра — Аэропорт Курфа
- Нджамена — Международный аэропорт Нджамена
- Сабха — Аэропорт Сабха
- Тобрук — Аэропорт Тобрук

## Галерея

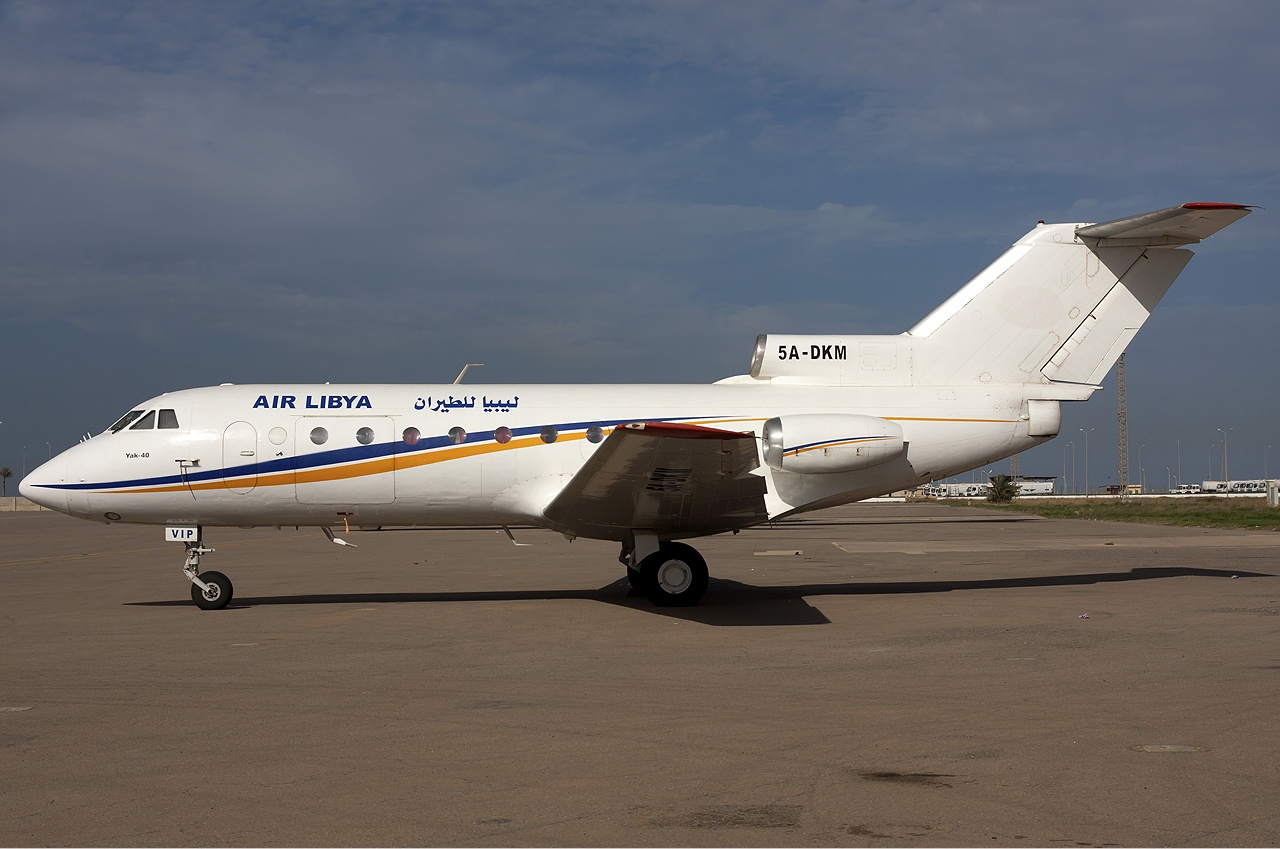
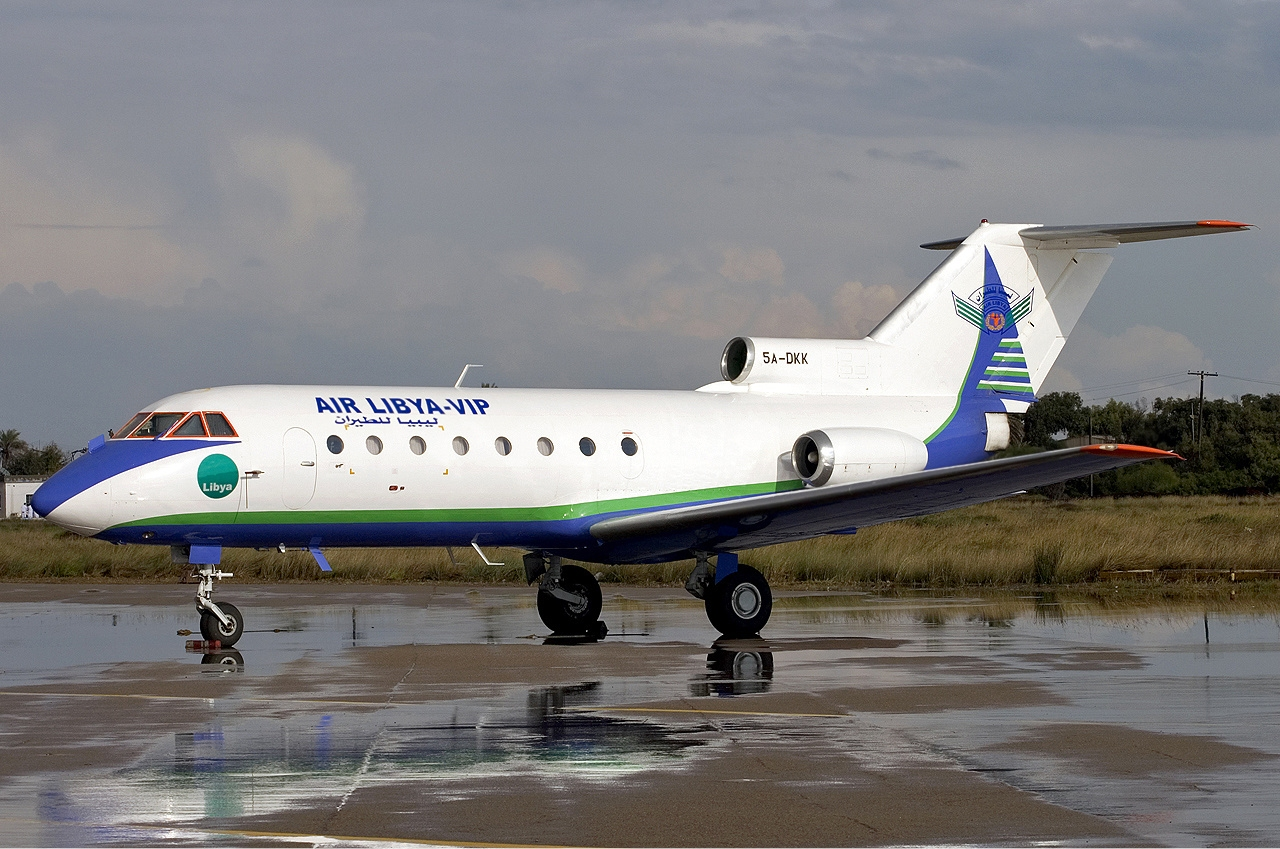
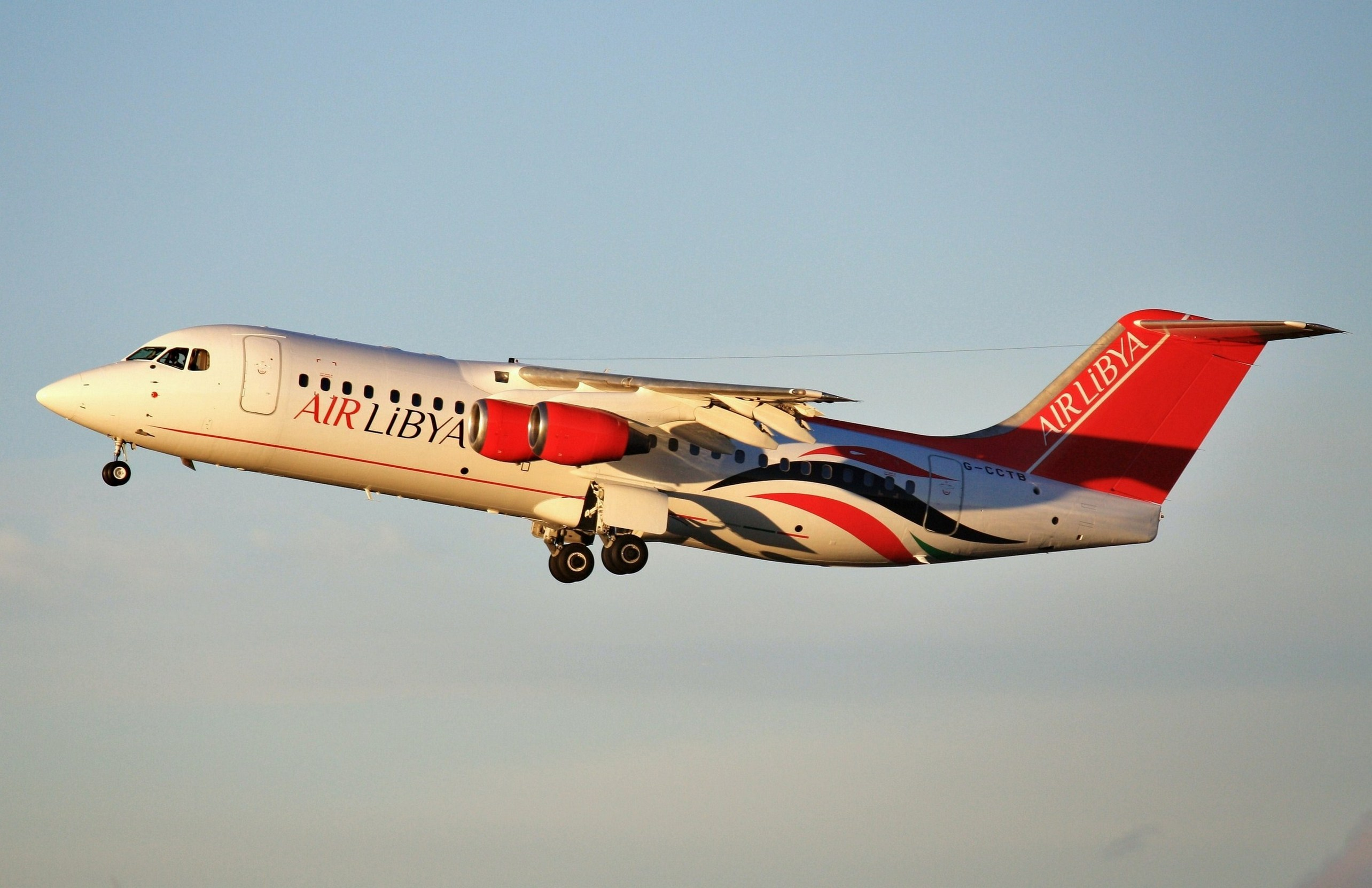